# Astragalus jarmolenkoi
Astragalus jarmolenkoi es una especie de planta del género Astragalus, de la familia de las leguminosas, orden Fabales.

## Distribución
Astragalus jarmolenkoi se distribuye por Turkmenistán e Irán.

## Taxonomía
Fue descrita científicamente por Gontsch. Fue publicada en Bot. Mater. Gerb. Bot. Inst. Komarova Akad. Nauk S.S.S.R. 7: 158 (1938).